# Calytrix praecipua
Calytrix praecipua är en myrtenväxtart som beskrevs av Lyndley Alan Craven. Calytrix praecipua ingår i släktet Calytrix och familjen myrtenväxter. Inga underarter finns listade i Catalogue of Life.